# 玛丽卡·罗克

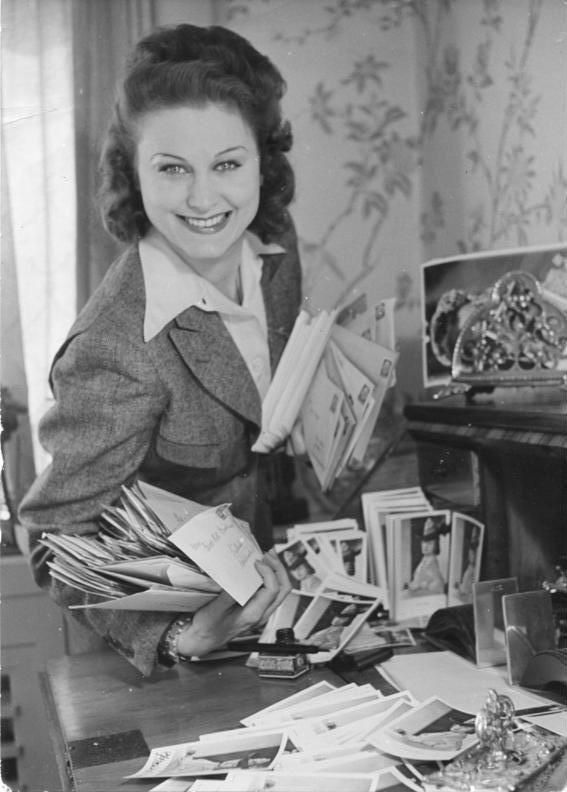
玛丽卡·罗克

玛丽卡·罗克（1913年11月3日-2004年5月16日）是一位德裔、匈牙利裔奥地利舞蹈家、歌手和演员。 
她生于埃及开罗，父亲是匈牙利建筑师。她後來搬到布达佩斯。1924年，全家又搬到巴黎。之後開始学习舞蹈，並在紅磨坊登台演出。之後她又前往百老汇學習舞蹈。1929年，她回到欧洲，次年開始在电影中露臉。
她曾於1948、1968、1987、1990、1998年獲得斑比奖，1981年獲得德國電影獎德国电影杰出贡献特别奖。 2004年，她在巴登因心脏病去世，享年90岁。
1994年，拉夫连季·贝利亚的儿子指控玛丽卡·罗克在二战期间是苏联的情报間諜，並将戈培尔的情报发给苏联。  2017年，德国和英国媒体表示，根據解密文件，洛克可能在二战期间的確是苏联的情报間諜。 不過世界报認為這些报道以及猜測“毫无根据”。 